# Van Diemen (automobile)
Pour les articles homonymes, voir Van Diemen.

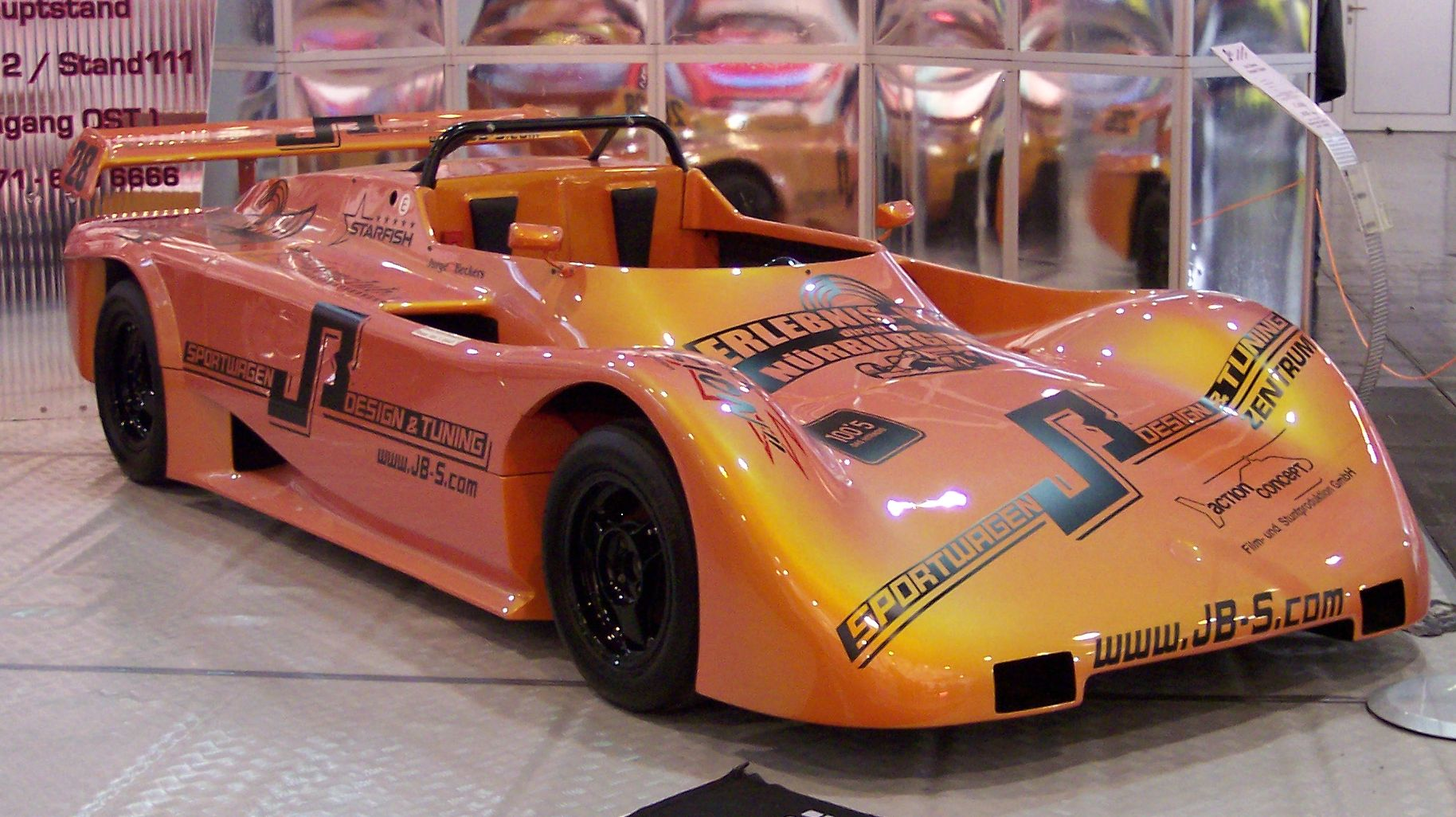
Essen Motor Show 2006

Van Diemen était un constructeur anglais de voitures de course fondé en 1973 et basé à Snetterton dans le comté de Norfolk. Il est connu pour avoir un des plus gros volumes mondiaux de production et pour la fabrication de Formule Ford. L'entreprise a disparu en 2002 à la suite du rachat par l'américain Élan Motorsport Technologies.

## Historique
Fondée en 1973 par Ross Ambrose et Ralph Firman Sr, l'entreprise a trouvé son nom dans l'origine de Ross Ambrose qui est né en Tasmanie dont l'autre nom est Van Diemen's Land.
L'usine est située sur le site du Circuit de Snetterton et la production est principalement constituée de Formule Ford (FF 2000, FF Kent, FF Zetec) et de Formule Mazda.
Depuis 2002, Élan Motorsport Technologies détenu par Don Panoz a pris le contrôle de la société.